# 진건고등학교
진건고등학교(眞乾高等學校)는 대한민국 경기도 남양주시 진건읍 송능리에 위치한 공립 고등학교이다.

## 학교 연혁
- 2001년 1월 5일 : 진건고등학교 36학급 설립 인가(경기도 조례 제3077호)
- 2001년 3월 1일 : 초대 최신택 교장 취임
- 2001년 3월 5일 : 신입생 12학급 529명 입학
- 2003년 9월 23일 : 도서관 '여송(如松)' 개관
- 2003년 9월 26일 : 경기도에서 좋은 학교로 지정
- 2004년 2월 13일 : 제1회 졸업식(남 249명, 여 232명 계 481명)
- 2005년 3월 2일 : 영재관 개관
- 2023년 9월 1일 : 제9대 주영길 교장 취임
- 2024년 1월 5일 : 제21회 졸업식 317명 (연인원 9,236명)
- 2024년 3월 4일 : 신입생 12학급 383명 입학(특수 1학급)

## 참고 자료
- 진건고등학교 - 한국교육학술정보원 학교알리미